# تاتول کرپیان
تاتول کِرپیان (به ارمنی Թաթուլ Կրպեյան - به انگلیسی Tatul Krpeyan)، (زاده ۲۱ آوریل ۱۹۶۵ میلادی، در روستای تاتول، ارمنستان - وفات ۳۰ آوریل ۱۹۹۱ میلادی در «گتاشن»، جمهوری آرتساخ)، یک فرمانده ارمنی بود. او فرمانده یگان فدایی ارمنی در روستاهای «مارتوناشن» و «گتاشن» در شهر شاهومیان بود.

## زندگی‌نامه
تاتول کرپیان تحصیلات ابتدایی و راهنمایی خود را در مدرسه فنی زادگاهش به پایان رسانید. پس از خدمت در ارتش شوروی، در سال ۱۹۸۷ میلادی وارد دانشگاه دولتی ایروان در رشته تاریخ شد. کرپیان به «جنبش آزادی بخش ارمنستان» پیوست و سپس وارد «سازمان وحدت» شد که هدف آن متحد کردن قره‌باغ کوهستانی به ارمنستان بود.
تاتول کرپیان به همراه سیمون آچیک گیوزیان، برای دفاع از مردم روستاهای «مارتوناشن» و «گتاشن» در شهر شاهومیان یک گروه داوطلب ارمنی را تشکیل دادند. تاتول کرپیان در روز ۳۰ آوریل ۱۹۹۱ میلادی در سن ۲۶ سالگی در به همراه سیمون آچیک گیوزیان عملیات حلقه کشته شد.